# シチサンメガネ
『シチサンメガネ』は、兼山臣による日本の漫画作品。『週刊少年マガジン』（講談社）にて、2003年9号より27号まで連載。単行本は全2巻。

## 概要
漫画でも珍しいお笑い芸人の卵の物語。
単行本では、お笑い芸人のロバートが帯で推薦していた。

## あらすじ
地方から上京してきた潤一は、根っからのいじめられるオーラを持っており、持ち前の上がり症で大学をことごとく落とし、コンピュータ専門学校に通うことになったが、不良にカツアゲされそうな所を助けてくれた女性に一目惚れし、間違えて隣の芸能人養成学校に入ってしまうのだった。